# Orville Nix
Orville Orhel Nix (16. srpna 1911 – 17. ledna 1972, Dallas, Texas) byl důležitým svědkem atentátu na Johna F. Kennedyho, 35. prezidenta Spojených států, který byl spáchán dne 22. listopadu 1963. Filmový záznam, který toho dne pořídil, se stal téměř stejně významným jako tomu bylo v případě tzv. Zapruderova filmu.
Orville Nix byl toho času zaměstnán ve vládní agentuře General Services Administration, jakožto instalatér vzduchotechniky. Tato agentura tehdy sídlila v budově Terminal Annex building na jižní dallaského náměstí Dealey Plaza. Nix pořizoval 22. listopadu 1963 záběry na 8 mm filmovou kamerou, nejprve z jihozápadního rohu ulic Main street a Houston street a poté na jižním konci Main street, ve vzdálenosti cca 15 metrů od ulice Houston street.
Film zachycuje vjezd prezidentské kolony na Dealey Plaza, dále okamžik posledního výstřelu na prezidenta Kennedyho a následný zmatek. Autorská práva k filmu posléze zakoupila za 5000 dolarů americká tisková kancelář United Press International (UPI) a materiál si převzala dne 6. prosince 1963. Materiál byl rovněž podroben analýze během vyšetřování vládní agentury HSCA roku 1978. Roku 1992 vrátila tisková agentura UPI autorská práva a veškeré kopie filmu rodině Nixových, originální záznam se však ztratil. Rodina Nixových roku 2002 věnovala veškerá práva a kopie filmu nadaci Dallas County Historical Foundation, která je zřizovatelem muzea atentátu The Sixth Floor Museum.
Orville Nix poskytl roku 1966 interview vyšetřovateli atentátu, Marku Laneovi, a toto interview Lane posléze použil ve svém dokumentárním filmu Rush to Judgment z roku 1967. Nix nejprve Laneovi sdělil, že měl pocit, že zvuk smrtelných výstřelů přicházel z travnatého pahorku, později ale výstřely lokalizoval do místa, kde se nachází budova Texaského skladu učebnic.